# 모테기 도시미쓰
모테기 도시미쓰(일본어: 茂木 敏充, 1955년 10월 7일 ~ )는 일본의 정치인이다. 자유민주당 소속의 중의원 의원(10선)이고 경제산업대신을 재임했으며 제147~149대 외무대신을 역임했다. 지역구는 중의원 도치기현 제5구이다. 현재 자유민주당 간사장을 맡고 있다.
도치기현 출신으로 도쿄 대학 경제학부 졸업 후 요미우리 신문에 입사하여 정치부 및 경제부 기자로 활동하였다. 그 후 언론계에서 재계로 활동무대를 옮겨서 마루베니 종합상사에서 근무했고 글로벌 컨설팅펌인 맥킨지 & 컴퍼니에서도 근무하였다. 하버드 케네디 스쿨에 유학하여 공공정책과정을 수료하였다.
1993년에 정계로 입문하여 제40회 중의원 의원 총선거에 일본신당 소속으로 고향인 도치기현에서 처음 당선되었다. 이후 연속으로 일곱 번 당선되었다. 1994년 일본신당 해산 후 신진당 결성에 동참하지 않고 무소속 의원으로 있다가, 1년 후인 1995년에 자유민주당에 입당하였다. 2008년 8월 금융담당대신 겸행정개혁담당 대신. 2012년 12월부터 2014년 9월까지 경제산업대신을 역임하였다. 2019년 9월 11일 제4차 아베 신조 내각 (제2차 개조)에서 제152대 외무대신으로 부임해 2021년 11월 4일까지 스가 요시히데 내각과 기시다 후미오 내각까지 역임했다가 아마리 아키라 간사장이 사임을 하면서 자유민주당 간사장이 되었다.

## 역대 선거 결과
|  | 13.08% |

|  | 47.37% |

|  | 63.61% |

|  | 74.09% |

|  | 68.93% |

|  | 51.67% |

|  | 67.31% |

|  | 76.54% |

|  | 61.95% |

|  | 77.36% |